# Felsenbrunnerhof
Der Weiler Felsenbrunnerhof gehört zur Ortsgemeinde Trulben im rheinland-pfälzischen Landkreis Südwestpfalz.

## Geographische Lage
Der Weiler liegt in der hügeligen Region Hackmesserseite östlich des Hauptorts Trulben und nördlich des Hochstellerhofs auf einer 430 Meter hohen Kuppe an der Kreisstraße 6, die innerörtlich Felsenbrunnerhof heißt.
Die Umgebung des Felsenbrunnerhofs wird im Süden durch die Trualb(e) und im Norden durch die Felsalb(e) entwässert, die beide als rechte Zuflüsse in den Hornbach münden.

## Geschichte
Das Gehöft stammt aus dem Jahr 1788.

## Politik
Zusammen mit dem benachbarten Hochstellerhof bildet der Felsenbrunnerhof den einzigen Ortsbezirk der Gemeinde Trulben.
Weitere Einzelheiten siehe Hochstellerhof, Politik.

## Wirtschaft und Infrastruktur
Der Weiler liegt an der Kreisstraße 6, die in südöstlicher Richtung über Hochstellerhof und Kettrichhof zur Landesstraße 485, in nördlicher zur Kreuzung mit den Landesstraßen 478 und 484 führt.